# Northern Premier League Division One
Northern Premier League Division One var under åren 1987–2007 en division i den engelska fotbollsligan Northern Premier League (NPL) och låg under de sista säsongerna på nivå åtta i det engelska ligasystemet.
I början av säsongen 2007/08 delades divisionen upp i två nya divisioner, Division One North och Division One South. Det gjordes för att standardiseringen av National League System skulle fortsätta. Inför säsongen 2006/07 delade Isthmian League sin första division, men NPL väntade ett år.

## Mästare
| Säsong  | Mästare              |
| ------- | -------------------- |
| 1987/88 | Fleetwood Town       |
| 1988/89 | Colne Dynamoes       |
| 1989/90 | Leek Town            |
| 1990/91 | Whitley Bay          |
| 1991/92 | Colwyn Bay           |
| 1992/93 | Bridlington Town     |
| 1993/94 | Guiseley             |
| 1994/95 | Blyth Spartans       |
| 1995/96 | Lancaster City       |
| 1996/97 | Radcliffe Borough    |
| 1997/98 | Whitby Town          |
| 1998/99 | Droylsden            |
| 1999/00 | Accrington Stanley   |
| 2000/01 | Bradford Park Avenue |
| 2001/02 | Harrogate Town       |
| 2002/03 | Alfreton Town        |
| 2003/04 | Hyde United          |
| 2004/05 | North Ferriby United |
| 2005/06 | Mossley              |
| 2006/07 | Buxton               |